# 啪嗒啪嗒
《啪嗒啪嗒》是一部韩国伦理動畫電影。该片由李大喜编剧、导演，2012年4月在韩国全州国际电影节首次公映，同年7月25日在韩国影院正式上映发行。

## 剧情
啪嗒啪嗒是一条从大海被渔民捕获后卖到一家码头海鲜餐馆的鲭鱼。她和一群从未去过大海，在渔场里长大的鱼儿们被关在一个离大海不远的鱼缸内。鲭鱼不肯认命被捕，疯狂冲击鱼缸的玻璃，试图重回大海。鱼缸里的老大老比目鱼教训她一堵后，她才得以平静下来。老比目鱼是海鲜餐馆里活得最长的鱼。他躲藏在鱼缸底部的暗槽内，很难被人发现。他告诫鲭鱼和其它的鱼儿，如果想活着就得学会在有人靠近时就装死。鲭鱼不肯放弃重回大海的信念，纵身一跃跳出鱼缸，在地上啪嗒啪嗒地奔向大海，但却被店主抓了回来，重新投进鱼缸。此后，鱼缸内的鱼儿就叫她“啪嗒啪嗒”。
鲭鱼从未放弃重回大海的梦想，不断尝试各种办法逃离。在她的影响下，以往只为了活着而活着的鱼儿也有了逃生的愿望。一次，鱼儿们想出让帝王蟹砸碎鱼缸的主意。鲭鱼纵身跳入帝王蟹缸请求他们帮忙，但却被刺的遍体鳞伤。店主的儿子发现帝王蟹缸内的鲭鱼后，将她捞出放进屋内的小丑魚观赏鱼缸内。小丑魚对入侵的鲭鱼发起进攻。鲭鱼一怒之下将小丑鱼吞下。打斗中，鲭鱼被鱼缸里骑士装饰品的剑刺中。鲭鱼出事后，鲷鱼也跳入帝王蟹的领地，结果被刺得奄奄一息。店主将她当成食物重新扔回鱼缸。老比目鱼守在鲷鱼尸体旁甚是伤心。这时恰巧鲭鱼也被重新扔回了屋外的鱼缸。她看到眼前惨状以为是老比目鱼要吃掉鲷鱼，于是和他打斗起来。一名挑选食材的顾客于是选中了活蹦乱跳的老比目鱼。被放在砧板上的老比目鱼目睹餐厅被活活做成生鱼片和厨房里被做成各种料理的同类，惊恐不已。幸运的是那位客户忽然又改了主意，改吃鲭鱼寿司。于是老比目鱼被放回了鱼缸，而鲭鱼啪嗒啪嗒却被做成了生鱼片。此后，一向苟且偷生的老比目鱼纵身跳出鱼缸奔向不远的大海。在快达到大海的时候却被店主捉住。老比目鱼将嘴里所含的那个刺中鲭鱼的断剑吐向店主。店主被吓了一跳，瞬间松手。老比目鱼恰巧被掉进了大海，从而获得自由。

## 演员表
- 鲭鱼（啪嗒啪嗒）：金贤智
- 老比目鱼：时英俊
- 大头鱼：贤京洙
- 鲷鱼：安英美
- 鲈鱼：二胡山